# Chantal Mouffeová
Chantal Mouffeová (* 1943, Charleroi) je belgická politická teoretička, která bývá přiřazována k poststrukturalismu, postmarxismu a dekonstruktivismu. Její nejvýznamnější prací je kniha Hegemonie a socialistická strategie, kterou napsala roku 1985 s Ernestem Laclauem a která je považována za klíčový text postmarxismu, polemizující s vlivnými koncepcemi Jürgena Habermase a Johna Rawlse. Své práce píše anglicky i francouzsky.

## Vzdělání
Chantal Mouffe je politická teoretička a profesorka politické teorie na Westminsterské univerzitě. Vyučovala na mnoha univerzitách v Evropě, Severní Americe a Latinské Americe. V letech 1989 až 1995 byla ředitelkou programu College International de Philosophie v Paříži.

## Myšlenky
Chantal Mouffe hájí „disociativní pojetí politiky“, které tvrdí, že je politika tvořena antagonistickými konflikty, jež nemohou mít racionální řešení. Z tohoto důvodu se ani demokracie bez konfliktů neobejde.
Podle jejího názoru musí demokracie být zradikalizována, protože se sociálně demokratické a socialistické strany posunuly do středu politického spektra a zmizelo tradiční levopravé politické vymezení. Nynější situaci proto Mouffeová nazývá postdemokratickou, která se již nevyznačuje obracením se na voliče.

#### Idea postmarxismu
Chantal Mouffeová je spolu se svým manželem Ernestem Laclauem známá jako tvůrkyně filozofického směru nazývaný postmarxismus. Tento směr má nejen politické pojetí, nýbrž je propojený s dalšími vědními disciplínami jako kulturologie, sociologie, ekonomie nebo psychoanalýza.
Samotný postmarxismus se vyhraňuje vůči marxismu, který označuje za překonanou ideologii, jež v současné společnosti nemůže fungovat. Důvodem je vliv lidskoprávních hnutí 60. let, které promítly do lidského myšlení. Dle jejího názoru marxismus tedy nezohledňoval měnící se společnost a stal se tak nefunkční a zastaralou ideologií. Postmarxismus zároveň nechce odstranit demokratický pořádek tak jako marxismus, nýbrž mu jde o prosazování principů rovnosti a svobody demokratickými prostředky.

#### Kritika liberální demokracie
Chantal Mouffeová je kritičkou konceptu liberální demokracie. Vychází přitom z poznámek Carla Schmitta, který tvrdí, že mezi nosné myšlenky liberální společnosti patří stavění individualismu před racionalismu, což nedává lidem pocit sounáležitosti s kolektivní identitou a vytváří klamné iluze funkčních a racionálních rozhodovacích procesů vedoucí k možnosti antagonismu. Kritizuje i domnělý liberální racionalismus, který zbytečně přesouvá politická témata do etických rovin a zabraňuje efektivnímu řešení problémů.

#### Agonistický pluralismus
Chantal Mouffe se staví proti liberalismu, participativní demokracii a také racionalismu, jelikož je podle ní neuskutečnitelný.
„Politické otázky se vždy sestávají z rozhodnutí, která vyžadují výběr mezi alternativami, které jsou z racionálního hlediska nerozhodnutelné. To je to, co liberalismus nemůže přiznat, protože si vykládá pluralismus nesprávným způsobem.“
Tento současný demokratický model vymezuje pojmem „antagonismus“, což je neustálý boj mezi dvěma protiklady/nepřáteli.
Naopak propaguje radikálnější koncept pluralitní demokracie, který popisuje ve svém díle The Democratic Paradox (Londres, Verso, 2000), ve kterém nahrazuje pojem „antagonismus“ za „agonismus“. Agonistická pluralitní demokracie nahrazuje pojem „nepřítel“ pojmem „protivník“ či „oponent“, u kterého na rozdíl od nepřítele uznáváme jeho legitimní existenci a jemuž nikdy nesmí být upřeno právo na sebeobranu.
Podporuje také koncept partizánské politiky a kritizuje pokusy snažící se překonat klasické dělení na pravici a levici, jelikož mají za důsledek vzestup populismu a extrémismu.

#### Kritika esencialismu
Chantal Mouffeová rovněž proslula kritikou esencialismu, který tvrdí, že konkrétní pojmy a věci mohou být chápány čistě jako sui generis, tzn. že mají něco, čímž se odlišují od ostatních.Tento postoj zastává nejen v rasových a třídních tématech, ale také v otázkách feminismu, který vnímá především jako boj proti esencialistickým formám a pojmům, které ženu definují jako podřízenou, spíše než jako proces stírání rozdílů mezi pohlavími nebo získávání dalších práv.